# 충선로
충선로(Chungseon-ro)는 인천광역시 부평구 부평동의 굴다리로터리에서 삼산동까지 연결되는 인천광역시도로, 총 연장은 3.935 km이다. 도로의 이름이 유래된 것은 부평이라는 행정 지명을 최초로 사용한 고려시대 충선왕을 기리기 위하여 명명되었다.

## 역사
- 2009년 10월 19일 : 도로명으로 충선로를 고시

## 주요 경유지
- 부평구
  - 부평동 - 부개동 - 삼산동

## 접촉하는 도로
- 경원대로
- 대정로
- 장제로
- 부일로
- 부평문화로
- 부흥로
- 부흥북로
- 길주남로
- 길주로
- 체육관로
- 굴포로
- 후정로
- 부평북로

## 주요 건물 및 시설
- 뉴에이스 (충선로 3/부평동 509-5)
- 대흥아파트 (충선로 4/부평동 506-2)
- 대흥프라자 (충선로 8/부평동 506-1)
- 이레빌딩 (충선로 9/부평동 457-9)
- 삼성캐슬 (충선로 11/부평동 457-1)
- 신원하이츠빌 (충선로 14/부평동 469-4)
- 플러스아파트 (충선로 15/부평동 458-9)
- LG빌라 (충선로 16/부평동 469-1)
- 신대림아파트 (충선로 17/부평동 458-6)
- 천기레뷰 (충선로 18/부평동 468-2)
- 민경아파트 (충선로 20-4/부평동 468-12)
- TJ미다스뷰 (충선로 22/부평동 468-10)
- 삼호빌라트 (충선로 27/부평동 462-10)
- 부개아트어린이집 (충선로 31/부평동 463-2)
- 인천삼산경찰서 부흥치안센터 (충선로 49/부개동 465-5)
- 한양아파트 (충선로 57/부개동 131-3)
- 백조아파트 (충선로 77/부개동 95-2)
- 삼이아파트 (충선로 85/부개동 90-1)
- 인천부광초등학교 (충선로 104/부개동 69-6)
- 나라아트빌 (충선로 116/부개동 64-35)
- 금화테크빌 (충선로 131/부개동 23-7)
- 부광중학교 (충선로 140/부개동 22-1)
- 부광여자고등학교 (충선로 143/부개동 19-6)
- 부흥중학교 (충선로 152/부개동 13-73)
- 부영그린빌라 (충선로 153/부개동 13-81)
- 오성아파트 (충선로 159/부개동 13-3)
- 상록빌딩 (충선로 174/부개동 12-18)
- 뉴서울아파트 (충선로 191/부개동 477-3)
- 인천부평소방서 삼산119안전센터 (충선로 252/삼산동 451-4)
- 예원유치원 (충선로 262/삼산동 443-2)
- 인천영선초등학교 (충선로 293/삼산동 438-7)
- 삼산중학교 (충선로 308/삼산동 445-1)
- 수도빌라 (충선로 320/삼산동 236-9)
- 삼익파크2차 (충선로 325-5/삼산동 257-18)
- 성우빌라 (충선로 326/삼산동 235)
- 씨엘하임 (충선로 328/삼산동 234-5)
- 성신빌라 (충선로 330/삼산동 234-56)
- 신세계주택 (충선로 333/삼산동 234-66)
- 창성빌라 (충선로 342/삼산동 208-2)
- 보우하트빌리지 (충선로 365/삼산동 377-3)
- 하트빌리지 (충선로 366/삼산동 377-8)
- 금국빌라 (충선로 371/삼산동 374-25)

## 같이 보기
- 충선왕